# Phytoseius perforatus
Phytoseius perforatus är en spindeldjursart som beskrevs av El-Badry 1968. Phytoseius perforatus ingår i släktet Phytoseius och familjen Phytoseiidae. Inga underarter finns listade i Catalogue of Life.